# Ilstorps socken
Ilstorps socken i Skåne ingick i Färs härad och området ingår sedan 1971 i Sjöbo kommun och motsvarar från 2016 Ilstorps distrikt.
Socknens areal är 10,85 kvadratkilometer varav 10,79 land.  År 2000 fanns här 478 invånare.  Tätorten Sjöbo sommarby och Svansjö sommarby samt kyrkbyn Ilstorp med sockenkyrkan Ilstorps kyrka ligger i socknen. 

## Administrativ historik
Socknen har medeltida ursprung. 
Vid kommunreformen 1862 övergick socknens ansvar för de kyrkliga frågorna till Ilstorps församling och för de borgerliga frågorna bildades Ilstorps landskommun. Landskommunen uppgick 1952 i Sjöbo köping  men med bibehållande av separat jordregister. Köpingen ombildades 1971 till Sjöbo kommun. Församlingen uppgick 2002 i Sjöbo församling
1 januari 2016 inrättades distriktet Ilstorp, med samma omfattning som församlingen hade 1999/2000.  
Socknen har tillhört län, fögderier, tingslag och domsagor enligt vad som beskrivs i artikeln Färs härad. De indelta soldaterna tillhörde Södra skånska infanteriregementet, Färs kompani.

## Geografi
Ilstorps socken ligger sydväst om Sjöbo med Klingvallsån i väster. Socknen är en odlad slättbygd med inslag av sandslätt.
.

## Fornlämningar
Från stenåldern är lösfynd funna. 

## Namnet
Namnet skrevs på 1510-talet Jlstrup, 1546 Igelstrup, och kommer från kyrkbyn. Efterleden innehåller torp, 'nybygge'. Förleden innehåller mansnamnet Ighel.